# Ust-Putyla
Ust-Putyla (ukrainisch Усть-Путила; russisch Усть-Путила Ust-Putila, rumänisch Gura Putilei) ist ein Dorf in den Ostkarpaten in der ukrainischen Oblast Tscherniwzi mit etwa 620 Einwohnern (2001).

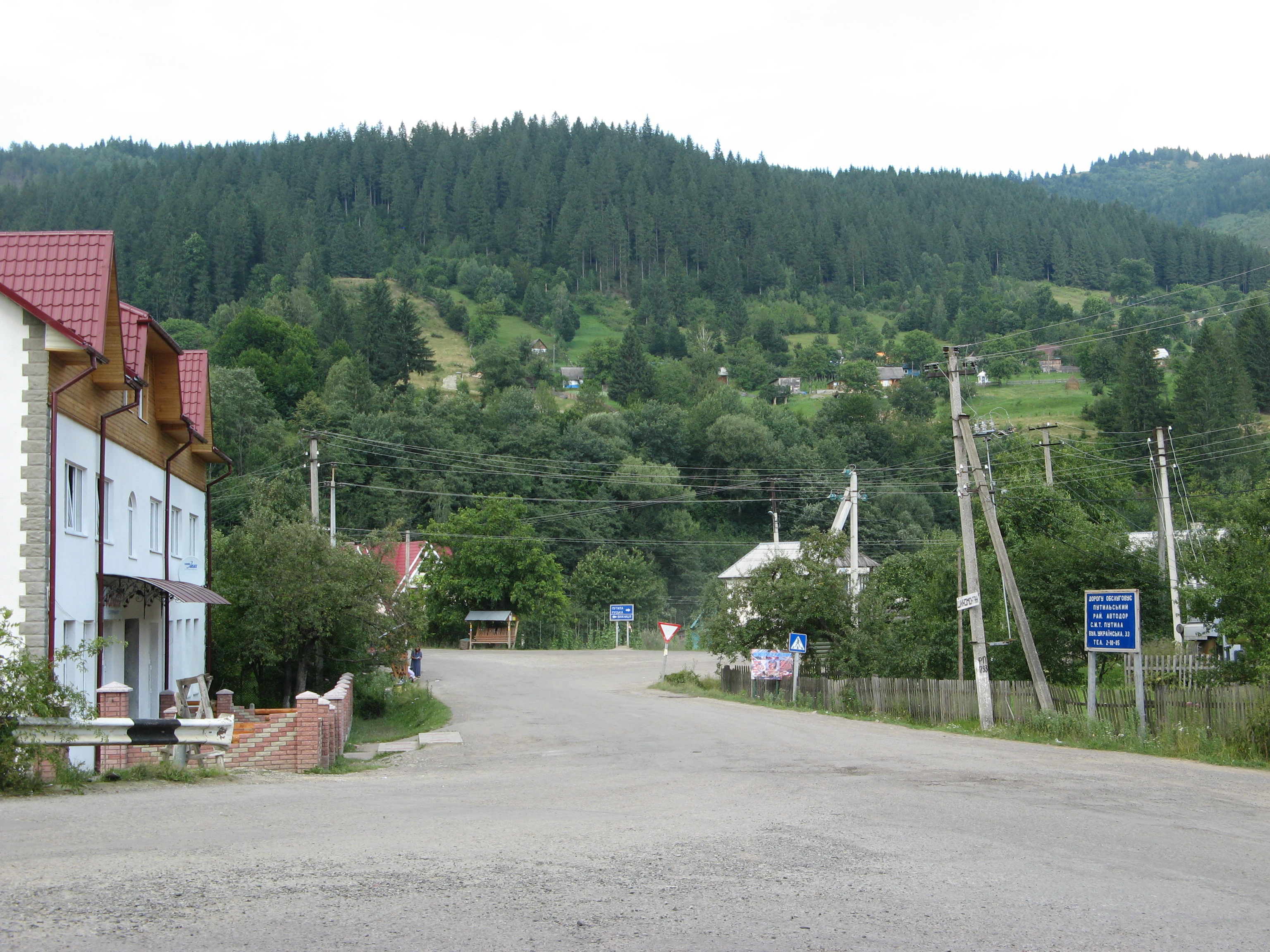
Dorfstraße

Auf der Hauptstraße in der Dorfmitte befindet sich die 1881 (nach anderen Quellen 1896) errichtete orthodoxe Holzkirche Sankt Paraskewa im typischen Stil der Volksarchitektur der Bukowina, ein Baudenkmal von nationaler Bedeutung.
Außerdem befindet sich mit dem 30 m hohen Sandsteinfelsen Kamjana Bahatschka (Кам'яна Багачка ⊙) ein geologisches Naturdenkmal im Dorf.

## Geschichte
Das Dorf wurde erstmals im 18. Jahrhundert schriftlich erwähnt und hieß zunächst Meschybridky (Межибрідки).
Bis zum Ende des Ersten Weltkriegs war das Dorf ein Teil Österreich-Ungarns im Kronland Bukowina. Danach kam die Ortschaft an den Kreis Rădăuţi in Rumänien. Nach der Annexion der Nordbukowina am 28. Juni 1940 fiel es an die Sowjetunion, im Zweiten Weltkrieg kam es zwischen 1941 und 1944 erneut an Rumänien, um nach der Rückeroberung durch Truppen der Ukrainischen Front der Roten Armee nach Kriegsende der Ukrainischen SSR angegliedert zu werden. Nach dem Zerfall der Sowjetunion wurde Ust-Putyla 1991 ein Teil der unabhängigen Ukraine.

## Geografische Lage
Die Ortschaft liegt auf einer Höhe von 1183 m nahe der Mündung der 42 km langen Putylka (Путилка) in den Tscheremosch, etwa 20 km nördlich vom ehemaligen Rajonzentrum Putyla und etwa 100 km südwestlich vom Oblastzentrum Czernowitz.
Durch das Dorf verläuft die Territorialstraße T–26–01.

## Gemeinde
Am 12. August 2015 wurde das Dorf zum Zentrum der neu gegründeten Landgemeinde Ust-Putyla (Усть-Путильська сільська громада/Ust-Putylska silska hromada). Zu dieser zählten auch die Dörfer Marynytschi (Мариничі, ⊙) mit etwa 540 Einwohnern, Biskiw (Бісків, ⊙) mit etwa 190 Einwohnern, Schpetky (Шпетки, ⊙) mit etwa 190 Einwohnern, Byskiw (Бисків, ⊙) mit etwa 150 Einwohnern und Petraschi (Петраші, ⊙) mit etwa 460 Einwohnern; bis dahin bildete es zusammen mit den Dörfern Biskiw (Бісків) und Schpetky (Шпетки) die Landgemeinde Ust-Putyla (Усть-Путильська сільська рада/Ust-Putylska silska rada) im Norden des Rajons Putyla.
Am 12. Juni 2020 kamen noch die Dörfer Chorowy, Jamy, Mischbrody, Okolena, Pidsacharytschi, Rostoky und Towarnyzja zur Landgemeinde hinzu.
Seit dem 17. Juli 2020 ist der Ort ein Teil des Rajons Wyschnyzja.
Folgende Orte sind neben dem Hauptort Ust-Putyla Teil der Gemeinde:
| Name                     | Name        | Name                          | Name            | Name        |
| ukrainisch transkribiert | ukrainisch  | russisch                      | rumänisch       | deutsch     |
| ------------------------ | ----------- | ----------------------------- | --------------- | ----------- |
| Biskiw                   | Бісків      | Бисков (Biskow)               | –               | –           |
| Byskiw                   | Бисків      | Бисков (Biskow)               | Biscău, Bischiu | Biskiu      |
| Chorowy                  | Хорови      | Хоровы                        | Horova          | –           |
| Jamy                     | Ями         | Ямы                           | –               | –           |
| Marynytschi              | Мариничі    | Мариничи (Marinitschi)        | Măreniceni      | Marenicze   |
| Mischbrody               | Міжброди    | Межброды (Meschbrody)         | Mejabrode       | Mezebrody   |
| Okolena                  | Околена     | Околена                       | –               | –           |
| Petraschi                | Петраші     | Петраши                       | Petrăşeni       | Petraszeni  |
| Pidsacharytschi          | Підзахаричі | Подзахаричи (Podsacharitschi) | Zahariceni      | Podzaharycz |
| Rostoky                  | Розтоки     | Растоки (Rastoki)             | Răstoace        | Rostoki     |
| Schpetky                 | Шпетки      | Шпетки (Schpetki)             | Şpetchi         | Szpetki     |
| Towarnyzja               | Товарниця   | Товарница (Towarniza)         | Tovarnița       | Towarnica   |

## Persönlichkeiten
- Ostap Wilschyna (Остап Вільшина, bürgerlicher Name Юрій Пилипович Пентелейчук Jurij Pylypowytsch Pentelejtschuk; 1899–1924) ukrainischer Dichter, Prosaist, Publizist und Literaturkritiker lebte in den 1920er Jahren im Dorf
- Wassylyna Samurjak (Василина Олексіївна Самуряк; 1948–2018) Volkskünstlerin, Verdienter Meister der Volkskunst der Ukraine (2006) kam im Dorf zur Welt

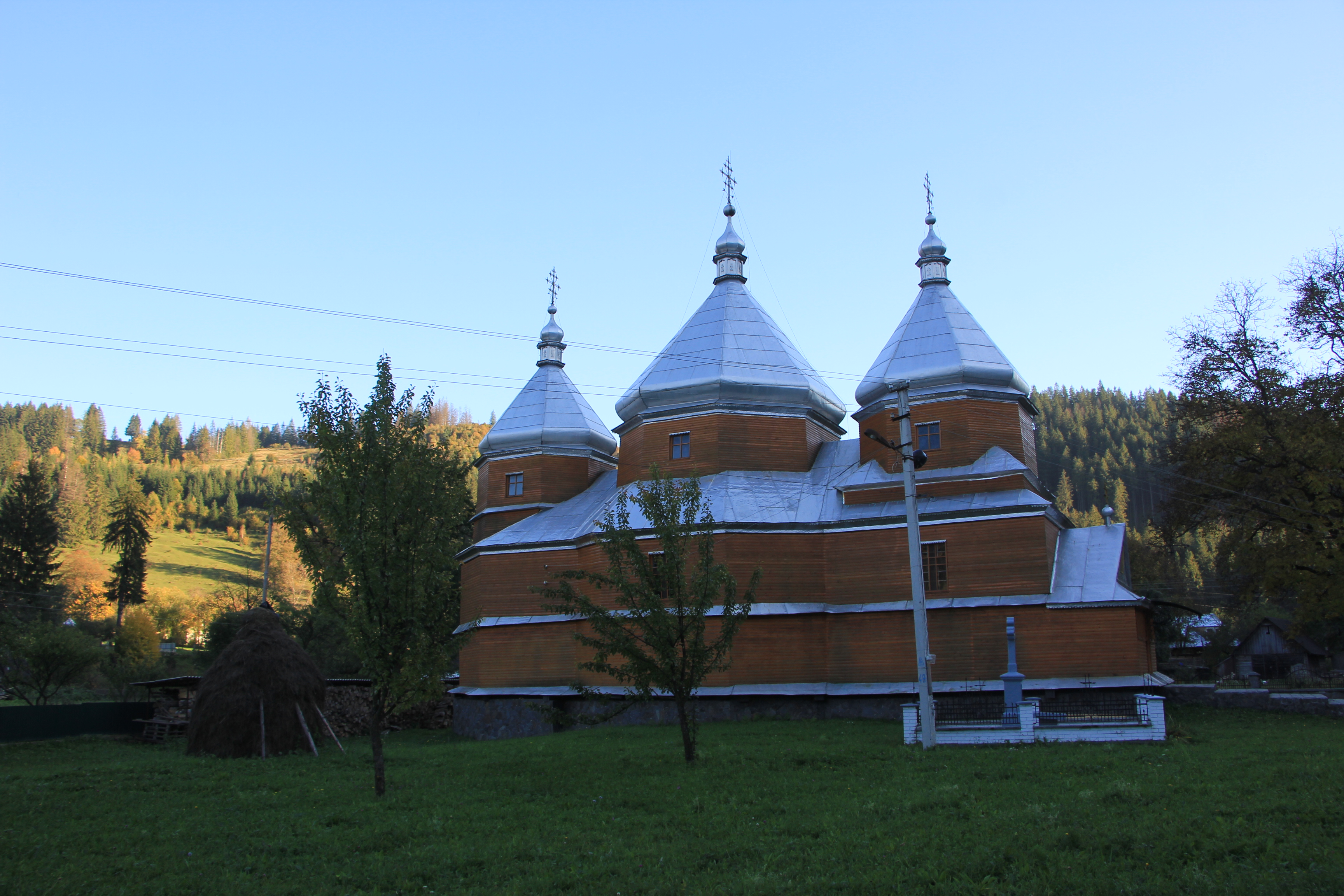
Holzkirche St. Paraskewa im Dorfzentrum
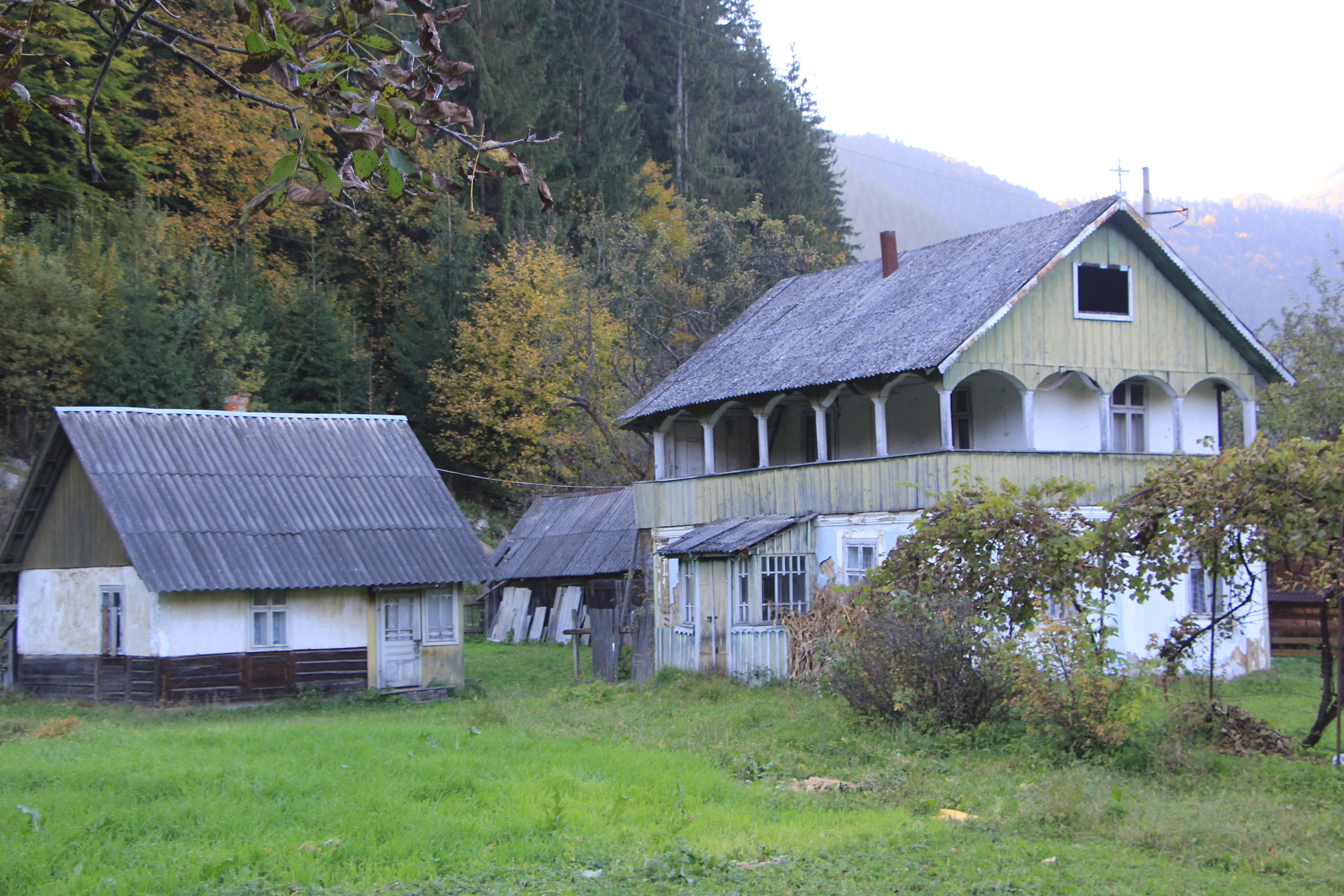
Altes Holzhaus im Dorf
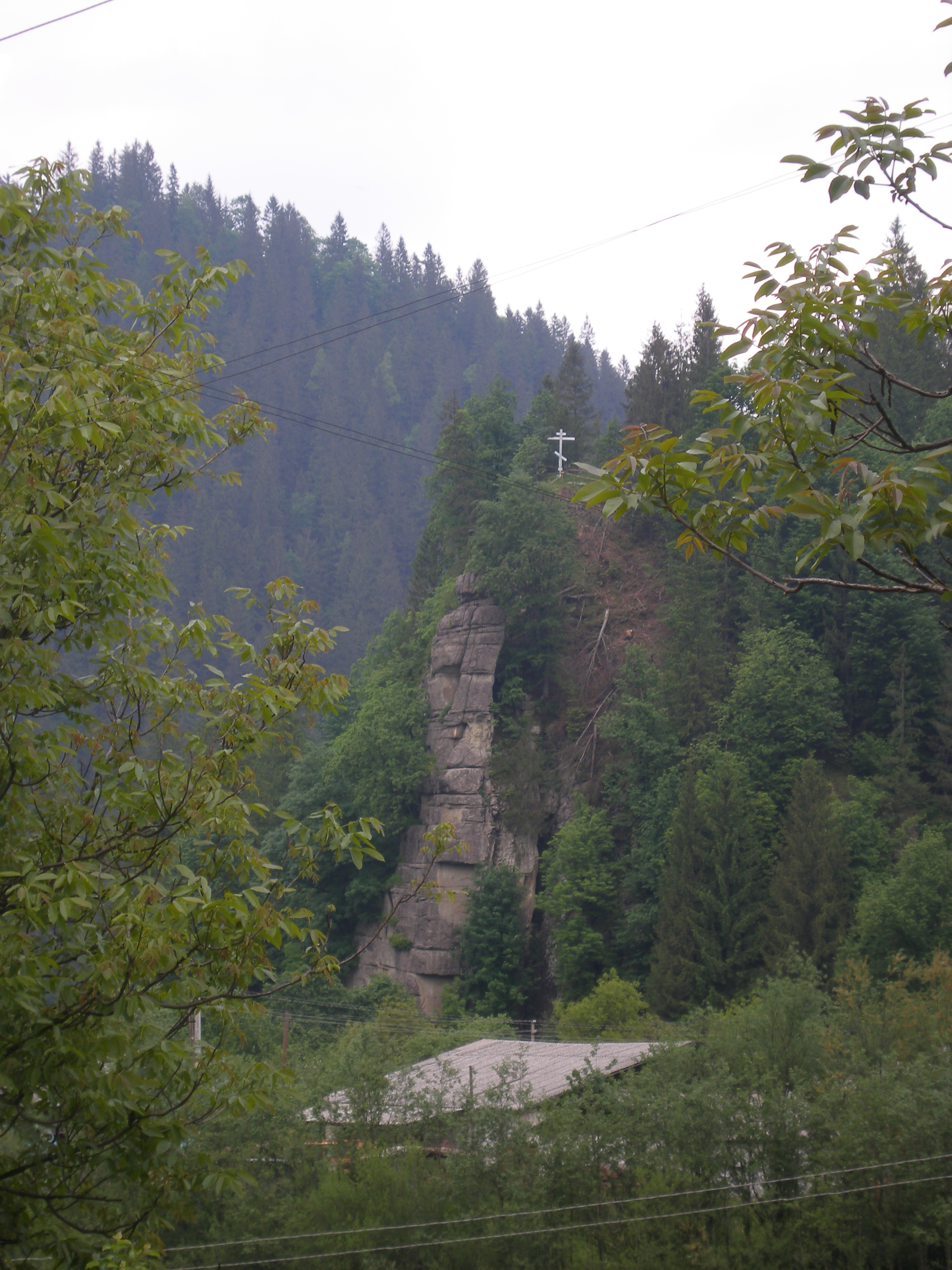
Kamjana Bahatschka
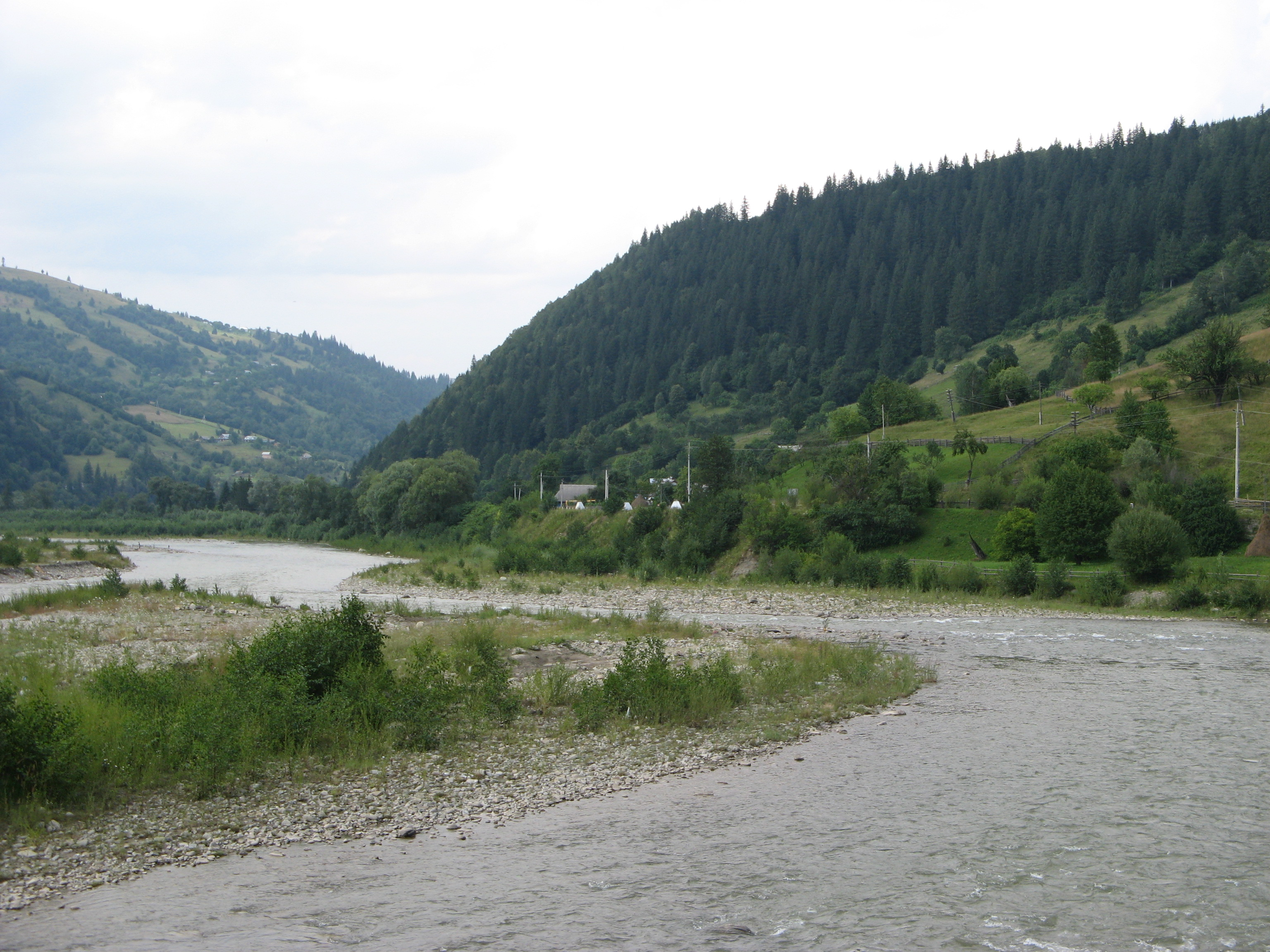
Der Tscheremosch bei Ust-Putyla